# وزارة العدالة الانتقالية (مصر)
وزارة العدالة الانتقالية المصرية هي وزارة مٌلغاة كانت مسئولة عن الإدارة السياسية للمرحلة الانتقالية بعد أحداث يونيو 2013 وضمان تنفيذ خارطة الطريق التي أصدرها المجلس الأعلى للقوات المسلحة إبان حكم الإخوان المسلمون، آخر وزرائها كان المستشار / إبراهيم الهنيدي بعدما ضمت إليها وزارة مجلس النواب في وزارة إبراهيم محلب الثانية.

## أهداف الوزارة
- هي ضمان العبور الآمن للمرحلة الانتقالية التي تمر بها البلاد بأقل تكلفة وأكثر عائد على نحو يدعم الوحدة الوطنية ويحقق المصالحة الوطنية الشاملة،
- تحديد المسائل والموضوعات التي تؤثر في وحدة نسيج المجتمع ووضع حلول جذرية لها وآليات تنفيذها،
- ترسيخ قواعد المساءلة ومعنى العدالة.
- دعم احترام حقوق الإنسان وتعزيز دور منظمات المجتمع المدني والمنظمات الحقوقية ونشر ثقافة التسامح والعيش المشترك.
- تكريم المضارين من انتهاكات حقوق الإنسان في الفترات السابقة على المرحلة الانتقالية والعمل على جبر الإضرار مادياً ومعنوياً.
- الإصلاح والتطوير المؤسسي الكامل بما يضمن بناء نظام ديمقراطي يرسخ لقيم الديمقراطية التي تقوم على المشاركة وقيم الإدارة الرشيدة.

## اختصاصات الوزارة
- رسم سياستها العامة في إطار الأهداف المقررة لها.
- وضع الخطط الكفيلة بتحقيق هذه الأهداف بالتنسيق مع أجهزة الدولة المختلفة
- متابعة تنفيذ هذه الخطط وتقييم نتائجها.
- دراسة وإعداد مشروعات القوانين ذات الصلة بشؤون العدالة الانتقالية والمصالحة الوطنية ومتابعة تنفيذ أحكامها.
- تنظيم سبل كشف الحقائق عن طريق المصارحة والمصالحة الوطنية.
- اقتراح الآليات والتشريعات التي تضمن الترسيخ لأنظمة تحترم حقوق المواطن.
- وضع الضمانات الفاعلة لترضية من انتهكت حقوقه وفقًا لما يتضمنه قانون خاص بذلك.
- تنمية وتدعيم الحقوق العامة للمواطن على جميع المستويات، وتفعيل وتطوير البناء المؤسسي للعدالة الانتقالية والمصالحة الوطنية وما تستلزمه من أجهزة ولجان.
- اتخاذ القرارات والتوصيات والأعمال والتصرفات اللازمة لتحقيق أهدافها والاتصال والاجتماع بجميع الأطراف المعنية بالعمل الأهلي والمختصين بسائر أجهزة الدولة المعنية.
- اقتراح عقد اتفاقيات التعاون المشترك مع المنظمات الإقليمية والدولية الحكومية وغير الحكومية المعنية بشؤون العدالة الانتقالية والمصالحة الوطنية.
- تنفيذ البرامج اللازمة لإعداد وتأهيل وتدريب الكوادر المتخصصة من خلال تنظيم المؤتمرات وورش العمل المحلية والدولية، بما يخدم خطة الدولة في تحقيق العدالة الانتقالية والمصالحة الوطنية.
- إعداد الدراسات والبحوث اللازمة لتحليل أسباب المشكلات التي تؤثر على وحدة وترابط المجتمع.
- وضع الحلول الجذرية اللازمة لها والعمل على توعية المواطنين بها بجميع الوسائل وبخاصة الأبحاث والإصدارات والنشرات الدورية ونشرها بالتنسيق مع أجهزة الدولة المختلفة.
- تقدير قبول المنح والهبات المقدمة من الدول والمؤسسات الدولية في مجال العدالة الانتقالية والمصالحة الوطنية.
- التعاون مع الجهات المختصة بهدف الارتقاء بمنظومة العدالة وتحقيق معايير الإدارة الرشيدة.
- للوزير إصدار قرار باعتماد الهيكل التنظيمي للوزارة، على أن يراعى فيه تنظيم الوزارة بتقسيماتها الرئيسية والفرعية وتحديد اختصاصات هذه التقسيمات، بعد استطلاع رأي الجهاز المركزي للتنظيم والإدارة وفقًا للمادة «8» من قانون نظام العاملين المدنيين بالدولة، وينسق مع وزير المالية لتدبير الاعتمادات المالية اللازمة لمباشرة الوزارة مهامها للعام المالي الجاري، لحين إدراج اعتماداتها السنوية بالموازنة العامة للدولة.

## الوزراء
- المستشار / إبراهيم الهنيدي (يونيو 2014 - سبتمبر 2015)
- المستشار / أمين المهدي (يوليو 2013 - يونيو 2014)